# Chaîne proton-proton
 (mars 2017).
Si vous disposez d'ouvrages ou d'articles de référence ou si vous connaissez des sites web de qualité traitant du thème abordé ici, merci de compléter l'article en donnant les références utiles à sa vérifiabilité et en les liant à la section « Notes et références ».
La chaîne proton-proton, aussi connue sous le nom de « chaîne PP », est l'une des deux chaînes de réactions de fusion nucléaire par lesquelles les étoiles produisent de l'énergie, l'autre réaction étant le cycle carbone-azote-oxygène. Elle est prédominante dans les étoiles de masse relativement faible, comme celle du Soleil ou moindre.

Les deux premières réactions de la chaîne proton-proton
Fusion de deux protons pour former un noyau de deutérium et émettre un positron et un neutrino.
Fusion d'un proton avec un noyau de deutérium, formant un noyau d'hélium et émettant un photon gamma.

Les premières réactions de la chaîne proton-proton sont la fusion de l'hydrogène 1H en hélium 3He. De nouvelles réactions, modélisées en trois branches, fusionnent alors de nouveaux noyaux tandis que d'autres les fissionnent. Ces branches aboutissent toutes à la création d'hélium 4He.

## Chaîne proton-proton
La théorie selon laquelle la fusion de quatre protons en un noyau d'hélium est le principe de base de la production d'énergie des étoiles fut avancée par Jean Perrin dans les années 1920. À cette époque et avant le développement de la mécanique quantique, la température du Soleil était considérée comme trop faible pour surmonter la barrière coulombienne impliquée par cette théorie. Fredrich Hund découvrit ensuite l'effet tunnel, qui permettait aux protons de la franchir à une température plus basse que celle prédite par la mécanique classique.

### Réactions initiales
La première étape est la fusion de deux protons 1
1H (premier isotope des noyaux d'hydrogène) en deutérium 2D, avec émission d'un positron et d'un neutrino électronique, l'un des protons étant changé en neutron (désintégration β+).
Surmonter la répulsion électrostatique (barrière coulombienne) entre les deux noyaux d'hydrogène exige que les noyaux initiaux aient une grande quantité d'énergie, ce qui explique pourquoi la réaction a besoin de hautes températures pour pouvoir se produire, et de plus il faut qu'il y ait une interaction faible durant l'instant du contact entre les deux protons, transformant l'un d'eux en neutron, sinon ils se séparent. Ceci explique la lenteur de la première étape, qui est liée à la très faible intensité de l'interaction faible, et explique pourquoi le soleil ne consume pas tout son combustible rapidement. Le positron s'annihile immédiatement avec l'un des électrons d'un atome d'hydrogène et leur masse-énergie est évacuée sous forme de deux photons gamma.
| (1)   | 1 H | + 1 H |      | ⟶ 2 1D | + e+ | + νe | + 0,42 MeV    | (interaction pp) ; |
| (2)   | e+  | + e–  |      | ⟶ 2 γ  |      |      | + 1,022 MeV ; |                    |
| (1+2) | 1 H | + 1 H | + e– | ⟶ 2 1D | + νe |      | + 1,442 MeV   | (interaction pep). |
Après ceci, le deutérium produit lors de la première étape peut fusionner avec un nouveau noyau d'hydrogène par capture de proton pour produire un isotope de l'hélium 3He :
| 2 1D | + | 1 H | ⟶ | 3 2He | + | γ | + | 5,493 MeV. |
En général, la fusion proton-proton ne peut avoir lieu que si la température (l'énergie) des protons excède quelques millions de kelvins pour pouvoir surmonter leur répulsion coulombienne mutuelle. C'est la différence avec les naines brunes qui peuvent uniquement fusionner du deutérium, car la section efficace de la réaction D-D est plus importante que celle de la réaction p-p.

### Chaînes de réactions

Les fusions qui interviennent dans la branche PP1, incluant celles de l’hydrogène et celles de l'hélium.

Finalement, après des millions d'années où l'hélium 3He n'existe que comme résultat de réaction, il parvient à une quantité suffisante[Combien ?] pour commencer sa propre réaction de fusion. Les nouvelles réactions impliquent alors ces noyaux ainsi que ceux de nouveaux éléments qui en sont eux-mêmes issus. Elles se poursuivent selon trois branches de réactions modélisées appelées PP1, PP2 et PP3. La première est nécessaire aux deux autres pour sa production d'hélium 4He[réf. nécessaire].
Chacune de ces sous-chaînes est prédominante pour une gamme de température spécifique (température elle-même entretenue et limitée par la puissance des réactions[réf. nécessaire]) du cœur de l'étoile. Par exemple, la barrière coulombienne du noyau de lithium 7Li envers un proton 1H (leur fusion fait partie de la branche PP2) est franchissable à partir de quatorze millions de kelvins[réf. nécessaire], ce qui correspond à :
- la limite basse de la température à laquelle la sous-chaine PP2 prédomine ;
- la limite haute de la température à laquelle la sous-chaine PP1 prédomine.

La barrière coulombienne de chacun des noyaux impliqué dans la sous-chaîne est à prendre en compte[réf. nécessaire]. Par exemple, pour la même chaîne PP2, celle d'un noyau d'hélium 3He envers un autre noyau d'hélium 4He doublement chargé.
L'énergie générée par l'ensemble de la chaine PP est fonction de la prédominance et de l'influence de chaque réaction avec les autres (certaines en alimentent d'autres réactions, avec leurs branches respectives). La nucléosynthèse suit une répartition similaire[réf. nécessaire].
| Branche | Réactions                 | γ | νe | e+ | Énergie           | Nucléosynthèse |
| ------- | ------------------------- | - | -- | -- | ----------------- | -------------- |
| PP1     | 1H + 1H ⟶ 2D + e+ + νe    |   | 1  | 1  | 0,42 MeV          | 2D             |
| PP1     | e+ + e− → 2 γ             | 2 |    |    | 1,022 MeV         | n.a.           |
| PP1     | 2D + 1H → 3He + γ         | 1 |    |    | 5,493 MeV         | 3He            |
| PP1     | 3He + 3He → 4He + 1H + 1H |   |    |    | 12,859 MeV        | 4He            |
| PP2     | 3He + 4He → 7Be + γ       | 1 |    |    | 1,59 MeV          | 7Be            |
| PP2     | 7Be + e− → 7Li + νe       |   | 1  |    | 0,862 MeV         | 7Li            |
| PP2     | 7Li + 1H → 4He + 4He      |   |    |    | 17,35 MeV         | 4He            |
| PP3     | 3He + 4He → 7Be + γ       | 1 |    |    | 1,59 MeV          | 7Be            |
| PP3     | 7Be + 1H → 8B + γ         | 1 |    |    |                   | 8B             |
| PP3     | 8B → 8Be + e+ + νe        |   | 1  | 1  |                   | 8Be            |
| PP3     | 8Be → 4He + 4He           |   |    |    | Total : 18,21 MeV | 4He            |

#### PP1
La branche PP1 est dominante à des températures de 10–14 millions de kelvins. La réaction totale PP1, c'est-à-dire y incluant la fusion de l'hydrogène, comprend :
- la fusion de deux protons (réaction à considérer en double pour obtenir les deux noyaux d'hélium) ;
- la fusion d'un proton et du deutérium (réaction à considérer en double aussi, pour la même raison) ;
- et la fusion de deux noyaux d'hélium 3He en un noyau d'hélium 4He, avec l'émission de deux protons 1H supplémentaires.

Elle produit alors, tous les quatre protons et deux électrons[réf. nécessaire] initiaux, une quantité nette[C'est-à-dire ?] d'énergie de 26,73 MeV = 2 × 1,442 MeV + 2 × 5,493 MeV + 12,859 MeV, dont 2,2 %, soit 0,59 MeV, est l'énergie moyenne des neutrinos.

#### PP2
La chaîne PP2 est dominante à des températures de l'ordre 14 à 23 millions de kelvins, elle modélise trois réactions de fusion :
- celle de l'hélium (un noyau 3He et un autre 4He) en béryllium 7Be, avec l'émission d'un rayon gamma γ ;
- celle du béryllium 7Be avec un électron e– en lithium 7Li, avec l'émission d'un neutrino νe ;
- et celle du lithium 7Li avec un proton 1H, formant deux noyaux d'hélium 4He.

#### PP3
La chaîne PP3 est dominante si la température excède 23 millions de kelvins, elle modélise quatre réactions :
- la fusion de l'hélium (la même que la première de la branche PP2) ;
- et celle du béryllium 7Be avec un proton, formant un noyau fissible de bore 8B, avec l'émission d'un rayon gamma γ ;
- la fission du bore 8B en noyau fissible de béryllium 8Be, avec l'émission d'un positron e+ et d'un neutrino νe ;
- et celle du béryllium 8Be en deux noyaux d'hélium 4He.

## Conséquences en astrophysique

Production relative d'énergie (ε) à différentes températures (T) des processus de fusion : la chaîne proton-proton (PP), le cycle CNO et le triple α. La ligne pointillée représente la production combinée par la chaîne PP et le cycle CNO dans une étoile. À la température du cœur du Soleil, la chaîne PP domine encore.

La relative lenteur[Combien ?] (face à la quantité disponible de son carburant) de la première réaction de fusion des protons est due à la très faible section efficace (probabilité de survenue de l'interaction faible). En conséquence, l'hydrogène est resté l'élément principal dans l'Univers ; si elle avait été bien plus rapide, la quasi-totalité de l'hydrogène aurait été consumé et transformé (au moins en hélium et éléments plus lourds) lors de la nucléosynthèse primordiale[réf. nécessaire].
En fonction de la température de l'étoile où a lieu la réaction, la prévalence de l'une ou l'autre des sous-réactions (le même mécanisme de prévalence en fonction de la température s'applique aussi à l'échelle des réactions de fusions entre elles) conduira à la production d'éléments de natures et raretés différentes. Les étoiles de moindre masse, dont la température de cœur est plus faible, ne produisent pas l'énergie nécessaire pour vaincre la barrière de potentiel coulombienne du cycle CNO (carbone-azote-oxygène).
Par exemple pour une étoile dont la température du noyau n'excède pas dix millions de kelvins, la sous-chaîne PP1 sera peu active et l'étoile produira donc peu d'hélium 4He. Pour la même raison, l'énergie produite par cette réaction aura des caractéristiques de spectre variables selon la température. L'analyse et la comparaison de ces spectres électromagnétiques permet une classification des étoiles.

### Cas du Soleil
La chaîne proton-proton qui se produit dans le Soleil a, dans ses conditions propres (densité ; température ; quantité initiale de protons 1H), une durée de vie initiale de sept milliards d'années[réf. nécessaire].

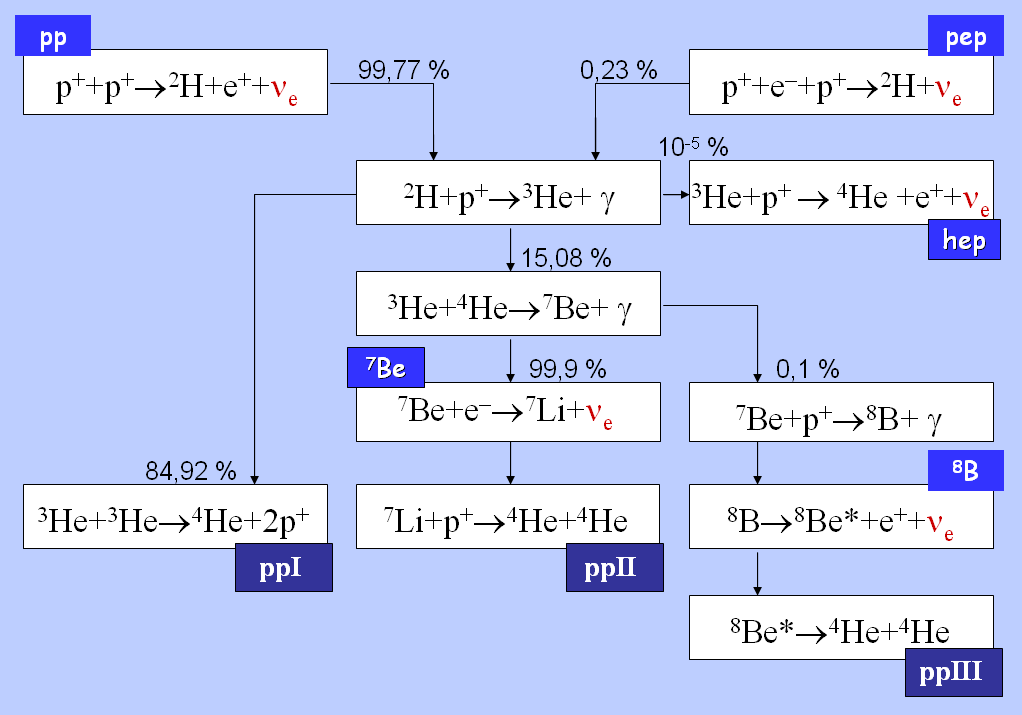
Influences mutuelles des branches PP1, PP2 et PP3, et ratios de leurs prévalences (en pourcentage) pour le cas d'une étoile de la température du Soleil.

La sous-chaîne PP3 n'est pas la source principale d'énergie dans le Soleil, car la température de son noyau approche les quinze millions de kelvins et la sous-chaîne PP3 est dominante si la température excède vingt-trois millions de kelvins. Cependant, elle est très importante pour le problème des neutrinos solaires car elle génère les neutrinos les plus énergétiques (la section efficace augmente avec l'énergie des neutrinos).

### Problème des neutrinos solaires
Le nombre de neutrinos détectés en provenance du Soleil est significativement inférieur à ce que les calculs théoriques prévoient pour la chaîne proton-proton, c'est le problème des neutrinos solaires : les relevés d'hélioséismologie, et en particulier les observations des ondes de pression dans le Soleil, ont indiqué que les pressions et les températures dans le Soleil sont très proches de celles attendues par la théorie, accréditant la bonne modélisation de la chaîne proton-proton.
Ceci a mené Jirō Maki (sv), Masami Nakagawa (ja) et Shōichi Sakata, inspirés des travaux de Bruno Pontecorvo, à croire que le problème des neutrinos solaires provient d'un comportement inattendu des neutrinos eux-mêmes après leur production ; cette hypothèse a par la suite été confirmée par la découverte du phénomène des oscillations du neutrino dans le détecteur Super-Kamiokande au Japon (qui était destiné notamment à observer la désintégration du proton), démontrant de fait que les trois saveurs de neutrinos ont des masses différentes, et donc au moins deux des trois ont une masse non nulle.